# Gottfried I. (Anjou)
Gottfried I., genannt Graujacke, französisch Geoffroy Ier Grisegonelle, englisch Geoffrey († 21. Juli 987) war ein Graf von Anjou aus der Familie des ersten Hauses von Anjou. Er war ein Sohn des Grafen Fulko II. des Guten († 958) und dessen erster Ehefrau Gerberge.

## Leben
Zu Beginn seiner Herrschaft unterstützte Gottfried zusammen mit Theobald I. von Blois den König Lothar gegen den Normannenherzog Richard I. Langschwert und verteidigte dabei Nantes. Im Jahr 970 schlug er bei Roches den Herzog Wilhelm IV. von Aquitanien, welcher versucht hatte Gottfrieds Besitzungen im Poitou (Loudun, Mirebeau) zu gewinnen. 
Der Tod des Grafen Theobald I. von Blois 975 veränderte nachhaltig das Verhältnis zwischen den Häusern Anjou und Blois, die fortan zu erbitterten Feinden im Kampf um die Vorherrschaft im Nordosten Frankreichs werden sollten, denn der Nachfolger Theobalds, Odo I., betrieb eine Expansionspolitik, die gegen die Interessen Anjous verlief. Schauplatz des Kampfes war die Bretagne, wo Odo den Grafen Conan den Krummen von Rennes gegen den Grafen von Nantes unterstützte, der wiederum ein Protegé Gottfrieds war. In der ersten Schlacht von Conquereuil (981) wehrte Gottfried einen Angriff Conans ab, danach übernahm Gottfried 984 die direkte Kontrolle über Nantes, nachdem dessen Graf Guérech versuchte, aus der Bevormundung Gottfrieds auszubrechen, indem er sich mit König Lothar verbündete. Gottfried aber, ein getreuer Gefolgsmann des Robertiners Hugo Capet, ließ den Grafen einsperren und errichtete vor Nantes die Burg Le Pallet.
Gegen Blois gerichtet stärkte Gottfried seinen Einfluss in der Touraine und im Berry, indem er die Kontrolle über mehrere Abteien (u. a. Saint-Martin de Tours) übernahm und sich mit lokalen Herren, wie denen von Preuilly, verbündete. Die Feindschaft zwischen den beiden Häusern spiegelte sich auch im Machtkampf um den Königsthron zwischen Robertinern und Karolingern wider, während Gottfried zu Hugo Capet hielt, unterstützte Odo den König Lothar und nach ihm dessen Bruder Karl von Niederlothringen. Im Juli 987 unterstützte Gottfried die Erhebung Hugo Capets zum neuen König. Noch im selben Monat belagerte er mit dem Grafen Burchard dem Ehrwürdigen von Vendôme verbündet die Burg in Marçon (heute im Département Sarthe), welche Odo von Blois gehörte, wobei er starb.
Der Dynastiewechsel von den Karolingern zu den Robertiner/Kapetingern brachte für Gottfried und seine Nachfolger einige Veränderungen mit sich. Waren er und seine Vorfahren als Grafen von Anjou (bzw. Vizegrafen von Angers) nur Vasallen der Robertiner in deren Eigenschaft als Herzöge von Franzien (bzw. Markgrafen von Neustrien), sollten seine Nachkommen nun Kronvasallen werden, da das Herzogtum Franzien mit der Thronbesteigung Capets faktisch aufhörte zu existieren. Andere mächtige Vasallen, wie eben die Grafen von Blois oder Toulouse, wie auch die Herzöge von Aquitanien, verweigerten Hugo Capet die Anerkennung und betrachteten ihn als Usurpator. In dieser Folge avancierten die Grafen von Anjou zu den bedeutendsten natürlichen Verbündeten des neuen Königshauses und wurden diesem in den folgenden Generationen eine wichtige Stütze.
Gottfried starb am 21. Juli 987, drei Wochen nach der Krönung und Salbung Hugo Capets.

## Ehen und Nachkommen
Gottfried heiratete um 965 Adele von Vermandois († 974), eine Tochter des Grafen Robert von Vermandois und der Adelais „Wera“ von Burgund. Beider Kinder waren:
- Ermengarde († nach 982)

⚭ 973 Conan der Krumme, Graf von Rennes, seit 990 Herzog der Bretagne
- Fulko III. Nerra (* 972; † 21. Juni 1040), Nachfolger als Graf von Anjou
- Gottfried († 974)
- Gerberge (* 974 oder danach; † April 1040)

⚭ vor 1000 Graf Wilhelm IV. Taillefer von Angoulême († 6. April 1028) (Haus Taillefer)
Eine zweite 979 geschlossene Ehe Gottfrieds, aus der ein Sohn namens Maurice hervorging, sorgt für genealogische Verwirrung. Die zweite Frau mit Namen Adelais/Adelheid († 984) wird als Witwe des Grafen Lambert I. von Chalon genannt und war eine Tochter des Herzogs Giselbert von Burgund. Da aber Gottfrieds Schwiegervater ebenfalls mit einer gleichnamigen Tochter des Burgunderherzogs verheiratet war, bei der es sich möglicherweise um die gleiche Frau des Grafen Lambert gehandelt hat, hätte Gottfried also die Mutter seiner ersten Frau geheiratet.

Eine im 17. Jahrhundert aufgekommene Theorie geht davon aus, dass Herzog Giselbert zwei Töchter namens Adelais gehabt und Gottfried sich statt mit der Mutter mit der Tante seiner ersten Frau vermählt hatte.